# Moritz Abraham Stern
Moritz Abraham Stern (29 de junio de 1807 - 30 de enero de 1894) fue un matemático alemán, especializado en el campo de la teoría de números y en los números primos. Docente en la Universidad de Gotinga, sucediendo a Carl Friedrich Gauss y fue profesor de Bernhard Riemann.

## Semblanza
Stern nació en Frankfurt en 1807. En 1858 sucedió a Carl Friedrich Gauss como "Ordinarius" (profesor titular) en la Universidad de Gotinga, donde dio clases a Bernhard Riemann. Su trabajo de investigación supuso una gran ayuda para Ferdinand Eisenstein, al formular una demostración del teorema de la ley de reciprocidad cuadrática. Estaba interesado en los números primos que no se pueden expresar como la suma de un número primo y el doble de un cuadrado (ahora conocidos como números primos de Stern).
Fue el primer profesor titular judío en una universidad alemana que alcanzó el puesto sin cambiar su religión judía. Aunque Carl Gustav Jakob Jacobi lo precedió (por tres décadas) como el primer judío en obtener una cátedra de matemáticas en Alemania, la familia de Jacobi se había convertido al cristianismo mucho antes.
Es conocido por formular la denominada serie diatómica de Stern
1, 1, 2, 1, 3, 2, 3, 1, 4, … (sucesión A002487 en OEIS)
que enumera la cantidad de maneras de escribir un número como una suma de potencias de dos sin que ninguna potencia se use más de dos veces.
También es conocido por el árbol de Stern-Brocot, sobre el que escribió en 1858 y que Brocot descubrió de forma independiente en 1861.
Falleció en 1894 a los 86 años de edad en la ciudad de Zúrich.